# 张德明 (1963年)
张德明（1963年—），男，汉族，四川仁寿人，中华人民共和国神经外科医生，雅安市医院副院长，第十二届全国人民代表大会四川地区代表。

## 生平
2013年，担任全国人大代表。